# Roxolana
Roxolana či Roxelana (v dalších variantách Ruziac, Ružica, Rosanna, La Rossa – „Roxolanka“, tj. Ruska, resp. Rusínka), oficiálním trůnním jménem Haseki Hürrem Sultan (1505/1506, Rohatyn – 15. dubna 1558, Istanbul), byla manželkou tureckého sultána Sulejmana Nádherného a matkou jeho následníka Selima II. Díky náhodě se tato původem slovanská dívka stala z unesené otrokyně a posléze konkubíny nakonec právoplatnou manželkou největšího osmanského vládce, jemuž učarovala svou pověstnou krásou i důvtipem.

## Život

### Mládí
Roxolana se pravděpodobně narodila roku 1505 nebo 1506 v Rohatyni, městě ležícím jihovýchodně od Lvova, v tehdejší Červené Rusi (pozdější východní Haliči), a to snad do rodiny rusínského pravoslavného popa. Jmenovala se zřejmě Aleksandra, možná ale také Anastasja nebo Alena Lisowska.
Červená Rus byla jakožto hraniční území Polského království a Osmanské říše častým cílem nájezdů Tatarů z Krymského chanátu. Ti nejen plenili toto území, ale také velmi často odváželi místní obyvatele do otroctví. A takto se kolem roku 1520 dostala mladá Aleksandra do Osmanské říše, přesněji do Istanbulu, aby se stala sultánovou konkubínou.

### Manželka vládce
Sulejman I., syn Selima I. Hrozného, byl jedním z nejznámějších tureckých sultánů. V Evropě ho nazývali Nádherný, v Turecku Kanuni („Zákonodárce“) pro zavedení souboru zákonů, vytvořených na podporu zájmů feudálů a připoutání rolníků k jejich usedlostem, jež většinou těmto feudálům náležely; fakticky jeho zákony zavedly v Turecku nevolnictví.
Do sultánova serailu, resp. do jeho harému, zvaného Bab-us-saade („Brána blaženství“), se Roxolana sice dostala jako prostá konkubína, záhy se však stala Sulejmanovou velkou láskou. Sultán jí dokonce věnoval své verše (byl básníkem a psal pod pseudonymem Muhibbi). Zakrátko dosáhla toho, že dosavadní sultánova žena Máhidevrán přišla o Sulejmanovu přízeň, a Roxolana se na roky stala jeho jedinou ženou, již čtvrtou v pořadí, ale první právoplatnou vůbec ve vladařské linii. (Podle zákonů islámu mohl mít sultán čtyři zákonité ženy a tolik souložnic, kolik byl schopen uživit. Podle dynastické tradice se však sultánové až do Sulejmana I. oficiálně neženili.) Zmínky o tom, že Hürrem válčila o své postavení i s jinou Sulejmanovou konkubínou, Gülfem, jsou diskutabilní. Fakticky se Roxolana stala první oficiální Sulejmanovou manželkou, a to roku 1530, kdy se konala svatba. Jejich prvorozený syn se však narodil již v roce 1521; ještě před jeho početím přestoupila na islám.
Po oficiálním svatebním obřadu Sulejman pozvedl Roxolanu do pozice baš-kadin, hlavní ženy. Dal ji jména Haseki („Milá srdci“ – toto pojmenování se od té doby stalo oficiálním titulem sultánek, resp. hlavních žen) a Hürrem (z perského خرم – ḫurram, „Radostná“ či „Radostiplná“). Hürrem byla nejen zkušenou milostnicí, ale i inteligentní, zajímavou společnicí, skvěle se orientující v umění i státních záležitostech. Ve dnech odloučení – Sulejman za svůj život uskutečnil 13 vojenských tažení – si manželé dopisovali vytříbenými verši v perštině a arabštině.

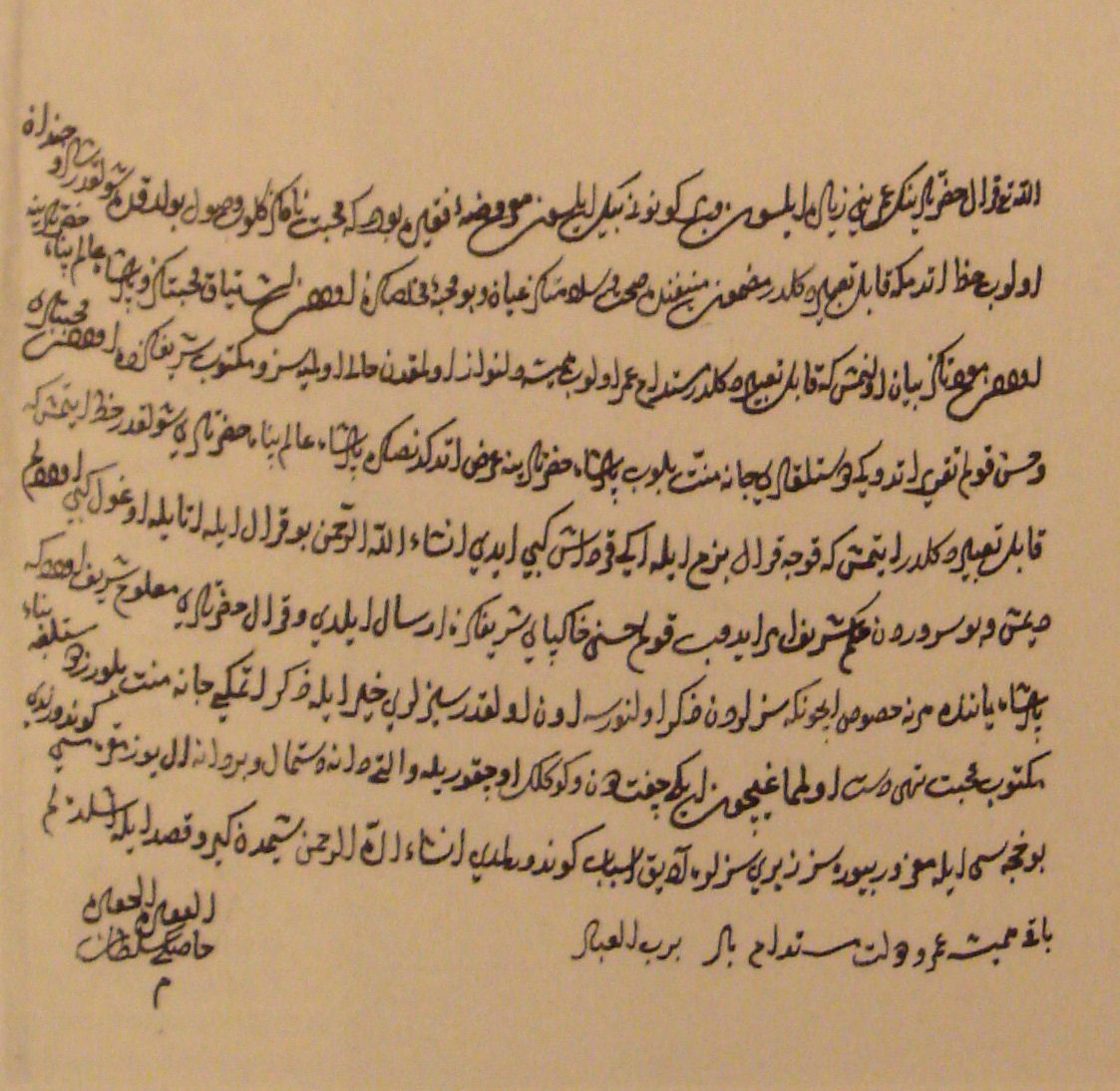
Dopis Hürrem polskému králi Zikmundu II. Augustovi, napsaný roku 1549

Hürrem, jedna z nejvzdělanějších žen své doby, přijímala zahraniční posly a vyslance, odpovídala na dopisy zahraničních panovníků, vlivných velmožů a umělců. Měla tedy pravděpodobně významný vliv na osmanskou zahraniční politiku; zachovaly se její dva listy polskému králi Zikmundu Augustovi, v nichž vyjadřovala účast po smrti Zikmunda I. Starého. Existuje teorie, že relativně vlídná Sulejmanova politika vůči Polsku měla svůj původ v Hürremině vlivu, jež pociťovala stále silné vazby k rodné zemi.
Je zajímavé, že nikdy neopustila palác s žádným ze svých synů do místa jeho nového působiště, jak tomu bývalo zvykem – sultánovi synové po dosažení určitého věku byli postaveni do čela některé z provincií – důvodem byl zřejmě fakt, že měla nezletilou dceru, která nemohla opustit palác až do svých šestnácti let, a také, že její nejmladší syn Džihangir byl od narození těžce nemocný.
Z její iniciativy (jako první ženy v Osmanské říši) byla v Istanbulu postavena řada mešit, lázně a medresy (náboženských škol), kromě Istanbulu pak i např. v Mekce, Medině a Edirne (Drinopolu).

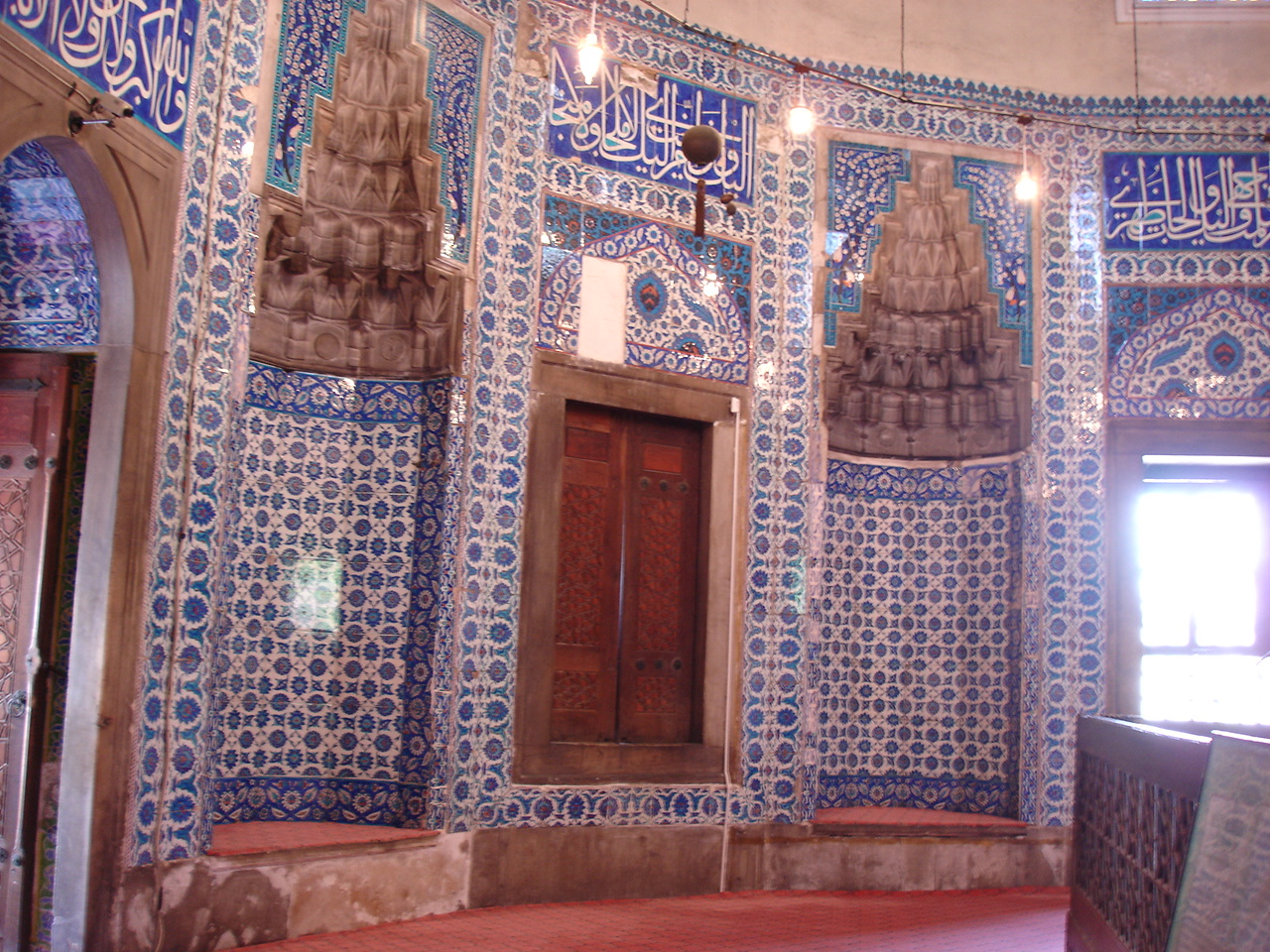
Interiér Hürreminy hrobky v Sulejmanově mešitě v Istanbulu

Roxolana/Hürrem zemřela ve spánku, služebné ji našli mrtvou v posteli 17. dubna 1558.

## Potomstvo
V roce 1521 porodila Hürrem sultánu Sulejmanovi syna Mehmeda; celkem porodila Sulejmanovi šest dětí – dceru a pět synů, z nichž jeden (Abdullah) zemřel v útlém věku.
- syn Mehmed (1521–1543)[5]
- dcera Mihrimah (1522–1578) ∞ Rüstem Paša (1500–1561), turecký velkovezír[5]
- syn Abdullah (1523–1523)[5]
- syn Selim (1524–1574) – Sulejmanův nástupce jako Selim II.[5]
- syn Bajezid (1525–1562)[6]
- syn Džihangir (1530–1553)[5]

Svého vlivu na sultána využívala v mocenském boji o následnictví trůnu. Některé prameny jí přičítaly podíl na Sulejmanově rozhodnutí o popravě jeho nejstaršího syna Mustafy (1553) a velkovezíra Ibrahima (1536). Okolnosti byly ale mnohem složitější. Hlavní příčinou Sulejmanova rozhodnutí bylo v obou případech zneužití pravomocí, které vedlo k destabilizaci říše a bylo odůvodněně považováno za velezradu. Tento vnitřní mocenský boj podporovaly tajně i některé zahraniční mocnosti (císař, Benátčané a Peršané). Je doloženo, že Ibrahim používal během perského tažení (1534–1535) titul a pečeť „sultán Ibrahim“ a tajně jednal se zahraničními diplomaty.

### Osudy dětí
Hürremin syn Mehmed zemřel na neštovice krátce potom, co ho Sulejman jmenoval místo Mustafy sandžakbejem v Manise (1543). 
Dceru Mihrimah otec v roce 1539 provdal za sandžakbeje Anatolie, svého důvěrníka a vychovatele svých synů Rüstema Pašu, který se v roce 1544 stal velkovezírem. Po smrti své matky převzala Mihrimah její roli a stala se otcovou rádkyní.
Bayezid zahynul v bojích o trůn se svým bratrem Selimem: s 12 000 svých lidí uprchl do Persie na dvůr šáha Tahmáspa I., a proto byl v Osmanské říši, jež v té době byla s Persií ve válečném stavu, považován za zrádce. Později Sulejman uzavřel s Persií mír a dohodl se s perským šáhem, že Peršané za 4000 zlatých mincí zabijí Bajezidovy spolubojovníky a jeho samotného i s jeho čtyřmi syny předají sultánovým vyslancům. Rozsudek smrti, který Sulejman nad synem vynesl, byl vykonán 28. listopadu 1562.
Syn Cihangir zemřel v roce 1553 na vrozenou vadu (křivice).
Sulejmanovým nástupcem na trůně Osmanské říše se stal v roce 1566 Selim II. „Opilec“, který jej ze všech jeho synů jediný přežil. Selim poskytl stálou finanční podporu sultánce Mahidevrán a dal pohřbít ostatky jejího syna Mustafy v mauzoleu v rámci komplexu Muradiye v Burse.

## Ohlasy v kultuře
Její život se stal námětem řady odborných, ale i uměleckých děl, včetně filmových a televizních zpracování. Roxolanina/Hürremina života a osudů si všímali již současníci, zejména benátští, francouzští a polští diplomaté, ovšem ne vždy přesně informovaní, takže časem o ní vznikaly nejrůznější fámy a pověsti.
Prvním, kdo ji uvedl v širší evropskou známost, byl císařský vyslanec u Porty, Augier Ghislain de Busbecq, jenž ji ve svých sebraných relacích Turcicae epistolae („Turecké listy“, 1595) vylíčil jako intrikánku a dobrodružku, jež de facto vládla Osmanské říši sama, ovládajíc svého manžela. Rakouský historik Joseph von Hammer-Purgstall ji ve svých monumentálních Geschichte des osmanischen Reiches („Dějiny Osmanské říše“, 1827–33) zhodnotil podobně nelichotivě, ovšem s uznáním jejích politických schopností. Sultánka je též popsána ve veršovaném cestovním deníku Przeważna legacya iaśnie oświeconego książęcia Krzysztopha Zbaraskiego [...] od [...] Zygmvnta III krola polskiego [...] do [...] soltana cesarza tureckiego Mvstafy w roku 1621 [...] („Důležité poselství knížete K. Zbaraského od polského krále Zikmunda III. k tureckému sultánu Mustafovi v roce 1621“, 1633) polského básníka a diplomata Samuela Twardowského, jenž z nepochopení dvorních titulů osmanských panovníků rozšířil do světa historku, že Roxolana byla nevlastní sestrou polského krále Zikmunda II. Augusta, což po něm opakovalo více raně novověkých autorů.
Pokud jde o krásnou literaturu, Hürrem je v nové době např. často zmiňována v románu Šťastná hvězda, který je pokračováním románu Krvavá lázeň od finského spisovatele Miky Waltariho. V románu však vystupuje spíše nepřímo, zmiňovaná v řeči či uvažování hlavních postav. Je hodnocena hlavním hrdinou negativně, jako pletichářka odvádějící sultána od správných státnických rozhodnutí.
Vzpomínky na Roxolanu se snad dochovaly v ukrajinské lidové písni z Bukoviny:
V Rohatyni za svítání
Tam Tataři ukradli dívku
Ukradli dívku Nastěnku
S černým obočím, mladičkou
A vzali jí do Turecka

A prodali do harému.
Je rovněž hlavní hrdinkou opery Roxolana (Роксоляна) ukrajinského skladatele Denyse Volodymyrovyče Sičynského z roku 1908.
Nejznámějším filmovým portrétem je patrně turecký seriál Muhteşem Yüzyıl (TIMS production, 2011–14), uváděný v Česku pod názvem Velkolepé století na TV Barrandov.

## Zajímavost
Na Roxolaninu počest byl nazván druh opic Langur čínský (Pygathrix roxellana), vyznačující se, tak jako ona, nahoru ohrnutým nosem – „pršákem“.